# Double berry
『double berry』（ダブルベリー）は、渡瀬マキの2枚目のオリジナルアルバム。1997年3月5日発売。発売元はBMGビクター。

## 概要
月光恵亮が共同プロデュース及びベーシストの美久月千晴と一部の収録曲の編曲に参加。

## 批評
CDジャーナルは「LINDBERGの中で追求している、元気&ポップさとは対照的に、女性の心理を歌ったしっとりめの曲が中心になっている。特にファルセット・ヴォイスの歌など、ソロ作品だからこそ楽しめる」と評した。

## 収録曲
1. 太陽の海岸 -costa del sol-
作詞・作曲：渡瀬マキ　編曲：美久月千晴・月光恵亮
2. 恋のウイルス
作詞：渡瀬マキ　作曲：渡辺善太郎　編曲：佐藤準
3. Pain
作詞・作曲：渡瀬マキ　編曲：美久月千晴・月光恵亮
4. 同窓会
作詞・作曲：渡瀬マキ　編曲：美久月千晴・月光恵亮
5. 僕の影 君の影
作詞・作曲・編曲：上田ケンジ
6. お引越し
作詞・作曲：渡瀬マキ　編曲：佐藤準
7. 海の見える公園
作詞：海あさこ　作曲：渡瀬マキ　編曲：佐藤準
8. Nobody changes your mind
作詞：渡瀬マキ　作曲・編曲：上田ケンジ
9. おめでとう
作詞：渡瀬マキ　作曲：菊池洋子　編曲：佐藤準
10. 瑠璃色の記憶
作詞：渡瀬マキ　作曲：渡瀬マキ・上田ケンジ　編曲：上田ケンジ
11. 月
作詞：渡瀬マキ　作曲：海あさこ　編曲：上田ケンジ

## レコーディング参加
- 今剛 - ギター (#2, 4, 6, 9)
- 西川進 - ギター (#5)
- 上田ケンジ - ベース (#5, 8, 10, 11)
- 美久月千晴 - ベース (#1 - 4, 7, 9)
- 小田原豊 - ドラム (#1, 7, 9)
- 佐藤シンイチロウ（the pillows） - ドラム (#10)
- 吉村秀樹（bloodthirsty butchers） - ギター (#10)
- 鶴谷智生 - ドラム (#5, 8)
- 松永俊弥 - ドラム (#1, 3, 4)
- 森俊之 - キーボード (#1, 3, 4)
- 上田禎 - ピアノ (#5)、キーボード (#8, 10, 11)
- ジェイク・H・コンセプション - サックス (#6)
- 数原晋 - トランペット (#6)
- 中川英二郎 - トロンボーン (#6)
- 月光恵亮 - コーラス (#4, 6, 8)
- 大和田保紀 - プログラミング (#5, 11)